# Hellenic Seaways
La Hellenic Seaways è una compagnia di navigazione greca, già conosciuta anche come Hellas Flying Dolphins, Hellas Ferries e Saronikos Ferries, nata nel 1999 e oggi partecipata dalla Attica Group, società a cui afferiscono le compagnie di navigazione Superfast Ferries e Blue Star Ferries.
La compagnia effettua collegamenti con le principali isole greche con traghetti, catamarani e aliscafi

## Flotta

### Traghetti
| Nave         | Immagine | Bandiera          | Anno di costruzione | Stazza (t.s.l.) | Lunghezza (m) | Larghezza (m) | Capacità passeggeri | Veicoli | Velocità | Note |
| ------------ | -------- | ----------------- | ------------------- | --------------- | ------------- | ------------- | ------------------- | ------- | -------- | ---- |
| Artemis      |          | Grecia (bandiera) | 1997                | 1.612           | 89,8          | 14            | 1.250               | 74      | 18       |      |
| Nissos Rodos |          | Grecia (bandiera) | 1987                | 29.733          | 192,5         | 27            | 1.600               | 750     | 23       |      |
| Nissos Samos |          | Grecia (bandiera) | 1988                | 30.435          | 192,9         | 29,4          | 1.725               | 700     | 21       |      |

### Unità veloci
| Nave               | Immagine | Bandiera          | Anno di costruzione | Stazza (t.s.l.) | Lunghezza (m) | Larghezza (m) | Capacità passeggeri | Veicoli | Velocità | Note                             |
| ------------------ | -------- | ----------------- | ------------------- | --------------- | ------------- | ------------- | ------------------- | ------- | -------- | -------------------------------- |
| Highspeed 4        |          | Grecia (bandiera) | 2000                | 6.274           | 92            | 24            | 1004                | 188     | 40,5     |                                  |
| Hellenic Highspeed |          | Grecia (bandiera) | 1997                | 4.463           | 100           | 17            | 724                 | 165     | 35       | Noleggiata a Africa Morocco Link |
| Aero 1 Highspeed   |          | Grecia (bandiera) | 2022                | 323             | 36            | 10            | 150                 | 0       | 32.2     |                                  |
| Aero 2 Highspeed   |          | Grecia (bandiera) | 2022                | 323             | 36            | 10            | 150                 | 0       | 32.2     |                                  |
| Aero 3 Highspeed   |          | Grecia (bandiera) | 2022                | 323             | 36            | 10            | 150                 | 0       | 32.2     |                                  |

### Catamarani
| Nave        | Immagine | Bandiera          | Anno di costruzione | Stazza (t.s.l.) | Lunghezza (m) | Larghezza (m) | Capacità passeggeri | Veicoli | Velocità | Note |
| ----------- | -------- | ----------------- | ------------------- | --------------- | ------------- | ------------- | ------------------- | ------- | -------- | ---- |
| Flyingcat 3 |          | Grecia (bandiera) | 1998                | 613             | 47,7          | 11,8          | 360                 | -       | 40       |      |
| Flyingcat 4 |          | Grecia (bandiera) | 1999                | 794             | 55,1          | 13            | 440                 | -       | 40       |      |
| Flyingcat 5 |          | Grecia (bandiera) | 1996                | 496             | 40            | 10            | 337                 | -       | 30       |      |
| Flyingcat 6 |          | Grecia (bandiera) | 1997                | 493             | 40            | 10,1          | 337                 | -       | 30       |      |

### Aliscafi
| Nave                | Immagine | Bandiera          | Anno di costruzione | Stazza (t.s.l.) | Lunghezza (m) | Larghezza (m) | Capacità passeggeri | Velocità | Note |
| ------------------- | -------- | ----------------- | ------------------- | --------------- | ------------- | ------------- | ------------------- | -------- | ---- |
| Flying Dolphin XVII |          | Grecia (bandiera) | 1984                | 162             | 32            | 6             | 128                 | 30       |      |
| Flying Dolphin XIX  |          | Grecia (bandiera) | 1983                | 162             | 34            | 6             | 130                 | 35       |      |
| Flying Dolphin XXIX |          | Grecia (bandiera) | 1993                | 161             | 35            | 6             | 128                 | 40       |      |

### Unità del passato
| Nave                  | Numero IMO | Anni di servizio | Note |
| --------------------- | ---------- | ---------------- | --- |
| Aias                  | 7392490    | 2005-2007        | Attuale Christos |
| Apollon Hellas        | 8807105    | 2005-2016        | Attualmente int servizio con lo stesso nome per 2wayferries                                                           |
| Cielo Trailer         | 7419468    | 2005-2007        | Demolita ad Alang (India) ad aprile 2010                                                                              |
| Express Adonis        | 8807105    | 2005             | Demolita ad Alang (India) a maggio 2010                                                                               |
| Afrodite Express      | 7507019    | 2005-2006        | Demolita ad Alang (India) a ottobre 2021                                                                              |
| Express Apollon       | 7235915    | 2005-2006        | Demolita ad Aliağa (Turchia) a ottobre 2010                                                                           |
| Express Olympia       | 7310258    | 2005             | Demolita ad Alang (India) a luglio 2005                                                                               |
| Express Poseidon      | 7302885    | 2005             | Demolita ad Alang (India) ad agosto 2005                                                                              |
| Express Santorini     | 7330040    | 2005-2014        | Demolita nel 2022 |
| Express Athina        | 7305514    | 2005-2007        | Demolita ad Aliağa (Turchia) a novembre 2011                                                                          |
| Flyingcat 1           | 8916865    | 2005-2016        | Attuale Iznik della compagnia Budo                                                                                    |
| Highspeed 1           | 9125932    | 2005-2011        | Attuale Seastar 7 |
| Highspeed 2           | 9216169    | 2005-2010        | Attuale Detroit Jet della Inter Shipping                                                                              |
| Highspeed 3           | 9216171    | 2005-2010        | Attuale Boraq della Inter Shipping                                                                                    |
| Hellenic Trader       | 7419456    | 2005-2013        | Demolita ad Alang (India) a gennaio 2014                                                                              |
| Nefeli                | 8911140    | 2005-2012        | Attuale San Valentin 3 della Semaport                                                                                 |
| Posidon Hellas        | 8966963    | 2005-2015        | Venduta alla compagnia 2wayferries                                                                                    |
| Saronikos             | 7364821    | 2005-2006        | Attuale Gramvousa della Cretan Daily Cruise                                                                           |
| Highspeed 5           | 9329095    | 2005-2016        | Attuale Olympic Champion Jet della Seajets                                                                            |
| Mediterranean Trailer | 7718515    | 2006-2012        | Demolita ad Aliağa (Turchia) ad aprile 2012                                                                           |
| Nissos Mykonos        | 7718515    | 2005-2020        | Passata alla Blue Star Ferries, facente anch'essa parte della società Attica Group e rinominata Blue Star Mykonos     |
| Nissos Chios          | 9215555    | 2007-2020        | Passata alla Blue Star Ferries, facente anch'essa parte della società Attica Group e rinominata Blue Star Chios       |
| Italroro Two          | 7517600    | 2007             | Noleggiata dalla compagnia Puglia Navigazione, posta sotto sequestro nel 2008 e demolita ad Aliağa (Turchia) nel 2011 |
| Hellenic Master       | 7718527    | 2007-2013        | Demolita ad Alang (India) a gennaio 2014                                                                              |
| Highspeed 6           | 9221346    | 2010-2016        | Attuale Volcan De Teno della compagnia Naviera Armas                                                                  |
| Flying Dolphin XV     | 8132043    | 2005-2013        | Attuale Santa della Ionian Seaways                                                                                    |
| Express Pegasus       | 7521651    | 2005-2021        | Demolita ad Aliağa (Turchia) a novembre 2021                                                                          |
| Ariadne               | 9135262    | 2006-2023        | Attualmente in servizio con lo stesso nome per Superfast Ferries                                                      |
| Express Skiathos      | 9064803    | 2005-2024        | Attuale Iolkos della Seajets                                                                                          |